# Пилява (Хмельницкая область)
Пиля́ва (укр. Пиля́ва) — село в Старосинявском районе Хмельницкой области Украины.
Население по переписи 2001 года составляло 672 человека. Почтовый индекс — 31421. Телефонный код — 3850. Занимает площадь 4,501 км². Код КОАТУУ — 6824486501.

## Местный совет
31421, Хмельницкая обл., Старосинявский р-н, с. Алексеевка